# Photomosaïque
Ne doit pas être confondu avec mosaïque photographique ou orthophotographie.

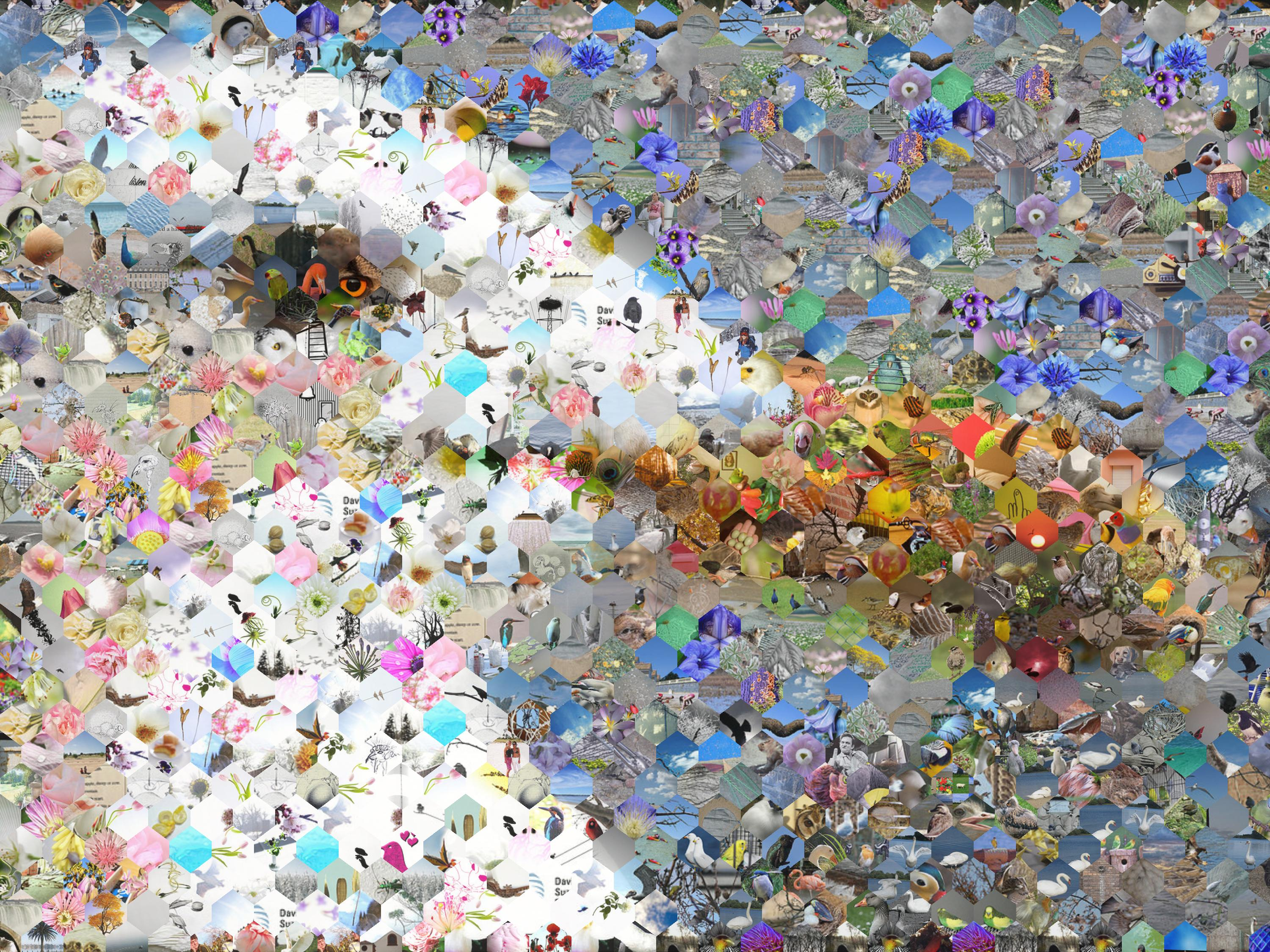
Photomosaïque d'un goéland construit à partir de photos d'oiseaux, entre autres, et utilisant un pavage hexagonal.

La photomosaïque est, dans le domaine de la photographie et de l'art numérique, un type de composition dans laquelle une image — la plupart du temps une photo — est reconstituée par la juxtaposition, à la manière d'une mosaïque, d'un grand nombre d'images beaucoup plus petites, choisies pour leur couleur moyenne adéquate. Ainsi, vue à une distance normale, on reconnaît l'image de départ, mais en s'approchant, on peut distinguer les centaines, voire les milliers de photos qui la composent.
Une photomosaïque est en fait une « image composée d'images ».
Les premières compositions apparaissent au début des années 1860, via un procédé notamment déposé par Disdéri.
Les photomosaïques actuelles sont produites grâce à des algorithmes exécutés par des ordinateurs.